# Hartwell Carver
Dr. Hartwell Carver (Providence, 1789. július 19. – ?, 1875. április 16.) amerikai orvos, üzletember és a későbbi első transzkontinentális vasútvonal egyik korai támogatója volt.
Carver az Amerikai Egyesült Államok két partvidékét összekötő vasút létrehozását 1832-ben kezdte el szorgalmazni egy javaslattal, amelyet a kongresszus elutasított. A következő néhány évben Carver a New York Courier and Enquirer című lapban cikkek sorozatát írta a témáról. 1869. május 10-én a Utah állambeli Promontoryban részt vett az Arany sínszeg kalapácsütésén, amely hivatalosan összekötötte a Central Pacific és a Union Pacific vasútvonalakat.
Hartwell Carver John Carver dédunokája volt, aki a Mayflower hajón érkezett ide, és Plymouth kolónia első kormányzója volt.
Pittsfordi történelmi otthonát 2018-ban 1 179 000 dollárért adták el..
Carvert a New York állambeli Rochesterben található Mount Hope temetőben temették el egy 54 láb (16 m) magas emlékmű alatt, amelyet a Union Pacific vasúttársaság emelt. Az emlékmű a második legmagasabb a temetőben.
A felirat így szól:

„Dr. Carver volt a Csendes-óceáni Vasút atyja; vele született meg a gondolat, hogy az Atlanti- és a Csendes-óceánt vasúton összekötik.”